# Invincibile
Invincibile (Invincible) è un film del 2001 scritto e diretto da Werner Herzog e interpretato da Tim Roth e Jouko Ahola. La trama si ispira a due reali figure storiche: il forzuto Siegmund Breitbart e l'illusionista Erik Jan Hanussen.  
Il film venne presentato al festival del cinema di Venezia il 3 settembre 2001, ma nelle sale italiane uscì solo il 25 luglio 2008, con ben 7 anni di ritardo.
Invincibile ha segnato il ritorno alla fiction di Werner Herzog, dopo un decennio di documentari. Il suo ultimo film di fiction era stato Grido di pietra (Cerro Torre: Schrei aus Stein) nel 1991.

## Trama
Polonia orientale. Zishe Breitbart è un giovane ebreo dotato di incredibile forza fisica. Lavora con suo padre come fabbro in un piccolo villaggio. Un impresario tedesco lo nota e gli propone di andare a lavorare per lui a Berlino. Dopo qualche indecisione Zishe accetta e diventa un'attrazione del “Palazzo dell'occulto di Hanussen”, dove si esibisce travestito da eroe germanico con il nome di Siegfried.
Hanussen, il capo del locale, è un ambiguo illusionista danese che, attraverso numeri di ipnosi e profezie, fa propaganda per Adolf Hitler ed il Partito nazista, molti componenti del quale sono clienti del locale. Hanussen rivela a Zishe di avere un sogno: diventare il “ministro dell'occulto” di Hitler.
Zishe si innamora di Marta, la pianista del locale, che è di origini ceche e che viene maltrattata da Hanussen. Un giorno, quando sale sul palco, Zishe rivela di non essere ariano ma ebreo, causando l'ammirazione di alcuni dei presenti e l'ira dei nazisti. Come risposta Hanussen ipnotizza Marta, affermando che riunirà in lei la forza di tutti i presenti, e le fa eseguire il numero di Zishe, ovvero il sollevamento di un elefante. Il fatto crea molto scalpore, i giornali ne parlano e un importante rabbino invita Zishe alla sinagoga, dove viene accolto con ammirazione. La sera successiva allo spettacolo sono presenti molti ebrei e molti nazisti, tra cui nientemeno che Himmler e Goebbels. Zishe riesce a sollevare un peso superiore al record mondiale e si scatena una rissa in sala, fermata dall'intervento di Hanussen.
Un giorno Zishe accusa pubblicamente Hanussen di usare dei trucchi per ingannare la gente; i due finiscono in tribunale. Durante il processo Marta rivela che Hanussen, oltre ad usare trucchi, è un ebreo e che il suo vero nome è un altro. Poco dopo Hanussen viene catturato dai nazisti per poi essere ritrovato morto qualche tempo dopo. Dopo la morte di Hanussen Zishe inizia ad avere visioni profetiche. Convinto che gli ebrei siano minacciati dai nazisti Zishe torna al suo villaggio in Polonia e cerca di convincere gli ebrei a prepararsi a una persecuzione, ma non viene creduto. Un giorno, mentre esibisce la sua forza, rimane ferito da un chiodo arrugginito. La ferita causa un'infezione che lo porta alla morte.

## Le figure storiche

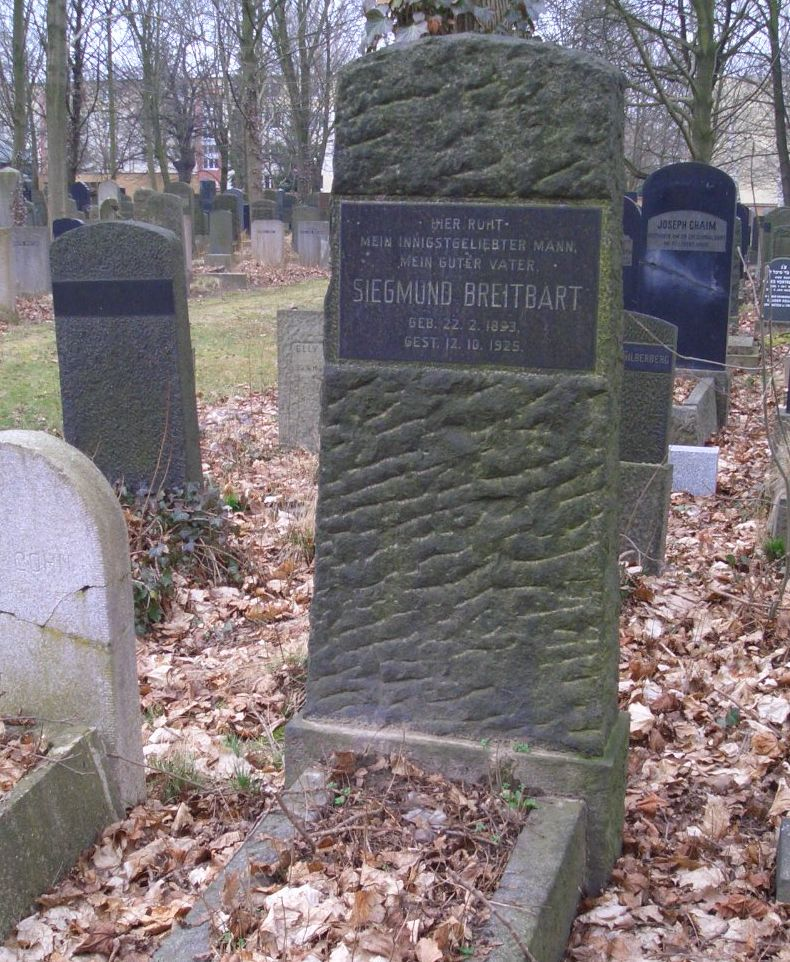
Tomba di Siegmund Breitbart nel cimitero Adass Jisroel a Berlino

Le figure di Hanussen e Zishe Breibat sono realmente esistite, anche se il loro incontro e alcuni aspetti della loro storia sono stati inventati dall'autore.
La figura di Erik Jan Hanussen (1889–1933) è riproposta in modo abbastanza fedele alla realtà. Egli si esibiva realmente nel “Palazzo dell'occulto” a Berlino e aveva rapporti con importanti esponenti del partito nazista. Come mostrato nel film, inoltre, affermava di essere un nobile danese mentre in realtà era un ebreo di origini ceche, di nome Hermann Steinschneider. Anche le circostanze della morte sono simili a quelle mostrate nel film: il suo corpo venne trovato in un campo fuori Berlino, e si pensa che sia stato assassinato dalle SA perché i suoi rapporti con i nazisti iniziavano a diventare scomodi. Hanussen era già stato protagonista di alcuni film.
La vita di Siegmund Breitbart (1883–1925), invece, è stata reinterpretata in modo più evidente: egli infatti è morto otto anni prima di Hanussen e ha passato diversi anni esibendosi, oltre che in giro per l'Europa, negli Stati Uniti, dei quali era diventato cittadino nel 1923. Egli era però effettivamente nato da un fabbro a Łódź, in Polonia, e morì davvero nel modo mostrato nel film, all'età di 42 anni. Per un certo periodo fu considerato un eroe dagli ebrei, che vedevano in lui un simbolo della resistenza all'antisemitismo.

## Produzione

### Cast
Jouko Ahola non è un attore professionista. È finlandese ed è stato eletto "uomo più forte del mondo" nel 1997 e nel 1999. Herzog lo ha voluto perché potesse eseguire realmente i numeri di forza nel film, cosa che infatti ha fatto. Ha poi recitato anche nel film Le crociate - Kingdom of Heaven (Kingdom of Heaven, 2005) di Ridley Scott.
Rudolph Herzog, il primo figlio di Herzog, ha lavorato nel film come aiuto regista e come interprete del mago che fa il numero con le carte.

## Collegamenti ad altri film di Herzog
In Invincibile il protagonista sogna di trovarsi su una spiaggia piena di granchi rossi. Un sogno simile viene descritto nel documentario Echi da un regno oscuro (1990), e viene illustrato con immagini molto simili a quelle di questo film. Di queste riprese di granchi rossi, che Herzog ha realizzato sull'isola di Natale, una viene riproposta identica in entrambi i film: quella in cui i granchi attraversano le rotaie mentre arriva un treno.
La scena delle meduse nell'acquario invece riprende una simile nel documentario Il piccolo Dieter vuole volare (1997).